# Matías Di Leo
Matías Di Leo (Rosario, 31 de marzo de 1986) es un futbolista argentino. Juega de mediocampista y se formó en las divisiones inferiores de Rosario Central

## Clubes
| Club                   | País      | Año   |
| ---------------------- | --------- | ----- |
| Argentino de Rosario   | Argentina | 2007  |
| José Gálvez            | Perú      | 2008  |
| San Martín de San Juan | Argentina | 2009  |
| Técnico Universitario  | Ecuador   | 2010- |